# Philippe Pierson
Pour les articles homonymes, voir Pierson.
Philippe Pierson, né le 4 janvier 1642 à Ath (Belgique) et décédé en 1688 à Lorette, au Québec (Canada) était un prêtre jésuite belge, missionnaire en Amérique du Nord, particulièrement parmi les Hurons et les Sioux.

## Biographie
À l'âge de dix-huit ans, Philippe entre au noviciat jésuite de Tournai. Sa formation spirituelle de base terminée il poursuit ses études à Louvain, Lille et Douai. Il enseigna quelque temps u collège de Béthune avant de partir comme missionnaire en Amérique du Nord (1666). Son premier poste est au collège de Québec où comme titulaire de la troisième (classe de ‘Grammaire’) il met en scène une pièce latine sur la ‘Passion du Christ’. 
A la fin de ses études de théologie il est ordonné prêtre en 1669. De cette date il passa sa vie dans les divers postes missionnaires des alentours du Lac Supérieur (aujourd’hui: Canada). D’abord parmi les Amérindiens de Prairie-de-la-Madeleine et Sillery. De 1673 à 1683 il œuvre parmi les Hurons de Mékinac. Dans une lettre écrite de la mission Saint-Ignace il décrit comment ses chrétiens augmentaient en nombre et devenaient ‘solides dans la foi’. 
À partir de 1683 il fut missionnaire parmi les Sioux, à l’ouest du Lac Supérieur. Il y resta jusqu’à sa mort, survenue à Lorette en 1688.